# Lisa Schut
Lisa Schut (* 6. Juli 1994 in Veldhoven) ist eine niederländische Schachspielerin.

## Leben
Lisa Schut stammt aus einer Schachfamilie. Ihr Vater Han (beste Elo-Zahl 2205), ihre Mutter Heleen (beste Elo 2034) sowie ihre zwei Jahre ältere Schwester Donna (beste Elo 2101), welche bis November 2009 die niederländische U-16-Rangliste der weiblichen Jugend anführte, sind aktive Schachspieler. Das Schachspielen lernte Lisa Schut im Alter von neun Jahren. Sie wurde seitdem von mehreren Trainern ausgebildet, darunter Vladimir Chuchelov.

## Erfolge
Sie gewann mehrere niederländische Jugendmeisterschaften, konnte an diesen jedoch nur selten teilnehmen, da sie als Schülerin in Belgien nicht immer für die Veranstaltungen schulfrei bekam. Sie wurde zum Beispiel 2008 niederländische Meisterin der weiblichen Jugend in der Kategorie U14. Bei der Einzeleuropameisterschaft der weiblichen Jugend U16 2009 in Fermo erhielt sie eine Bronzemedaille. Bei der Jugendweltmeisterschaft 2010 belegte sie den dritten Platz in der Altersklasse U16 weiblich, den zweiten Platz belegte sie bei der U18-Weltmeisterschaft der Mädchen 2012. Die niederländische Einzelmeisterschaft der Frauen gewann sie zum ersten Mal im Juli 2013 in Amsterdam.
Seit Juli 2009 trägt sie, als jüngste Niederländerin, der dies gelang, den Titel Internationaler Meister der Frauen (WIM). Die Normen hierfür erzielte sie in der A-Gruppe des 2. Internationalen Open de les Illes-Medes in Girona im Januar 2008, in der A-Gruppe des 3. Illes-Medes-Turnier im Januar 2009 sowie beim 25. Internationalen Open in Cappelle-la-Grande im März 2009. Mit ihrer bisher höchste Elo-Zahl von 2333 im September 2013 lag sie hinter Peng Zhaoqin auf dem zweiten Platz der niederländischen Elo-Rangliste der Frauen.

## Nationalmannschaft
Lisa Schut nahm mit den Niederlanden an den Schacholympiaden der Frauen 2008, 2010, 2012 und 2014 sowie den Mannschaftseuropameisterschaften der Frauen 2009, 2011 und 2013 teil.

## Vereine
Mannschaftsschach spielte Lisa Schut in den Niederlanden zuerst für den SV Veldhoven, dann für Eindhoven und HMC Calder Den Bosch, danach für HWP Sas van Gent (unter anderem in der Saison 2009/10 in der höchsten niederländischen Spielklasse, der Meesterklasse) und von 2011 bis 2013 für Utrecht in der Meesterklasse. In Waterloo, Belgien wohnend, spielte sie für den flandrischen Verein Humbeek, seit September 2010 für Amay, mit dem sie 2015 die belgische Mannschaftsmeisterschaft gewann. In der griechischen Mannschaftsmeisterschaft spielte sie für A.O. Kydon Chania, in Frankreich seit 2011 für die Association Cannes-Echecs, in Deutschland seit der Saison 2011/12 für die OSG Baden-Baden, mit der sie 2012, 2013 und 2015 die Mannschaftsmeisterschaft der Frauen gewann. In der britischen Four Nations Chess League spielte Schut in der Saison 2017/18 für Oxford.

## Partiebeispiel
2009 besiegte sie in Andorra den spanischen Großmeister Marc Narciso Dublan mit Schwarz in der Sizilianischen Verteidigung:
1. e2–e4 c7–c5 2. Sb1–c3 d7–d6 3. g2–g3 g7–g6 4. Lf1–g2 Lf8–g7 5. d2–d3 Sb8–c6 6. Sg1–h3 Ta8–b8 7. 0–0 e7–e6 8. Lc1–e3 b7–b5 9. Dd1–d2 b5–b4 10. Sc3–d1 Lc8–d7 11. a2–a3 a7–a5 12. a3xb4 a5xb4 13. c2–c3 Sc6–a5 14. Dd2–c2 Sg8–e7 15. f2–f4 c5–c4 16. d3–d4 Sa5–b3 17. Ta1–b1 0–0 18. Sd1–f2 Dd8–a5 19. Sh3–g5 Ld7–a4 20. c3xb4 Sb3xd4 21. Dc2xc4 Tb8xb4 22. Le3–d2 Tb4xDc4 23. Ld2xDa5 La4–c2 24. Sg5–f3 Lc2xTb1 25. Tf1xLb1 Sd4–b3 26. La5–e1 Tf8–c8 27. Tb1–d1 d6–d5 28. Sf3–e5 Tc4–c1 29. Se5–d3 Tc1xTd1 30. Sf2xTd1 Sb3–c5 31. Sd1–f2 Lg7–d4 32. Kg1–f1 d5xe4 33. Sd3xSc5 Tc8xSc5 34. Sf2xe4 Tc5–c2 35. Le1–c3 Ld4xLc3 36. b2xLc3 Se7–d5 37. Lg2–f3 Sd5xc3 38. Se4–f2 Sc3–d5 39. Lf3–e4 Tc2–a2 40. Kf1–g2 Sd5–c3 41. Le4–f3 f7–f6 42. g3–g4 e6–e5 43. f4xe5 f6xe5 44. Kg2–g3 Sc3–e2+ 45. Kg3–h4 Se2–f4 46. Kh4–g3 Kg8–g7 47. h2–h4 Ta2–a3 48. Sf2–e4 Sf4–h3 Weiß gab auf. 0:1
|   | a | b | c | d | e | f | g | h |   |
| 8 |   |   |   |   |   |   |   |   | 8 |
| 7 |   |   |   |   |   |   |   |   | 7 |
| 6 |   |   |   |   |   |   |   |   | 6 |
| 5 |   |   |   |   |   |   |   |   | 5 |
| 4 |   |   |   |   |   |   |   |   | 4 |
| 3 |   |   |   |   |   |   |   |   | 3 |
| 2 |   |   |   |   |   |   |   |   | 2 |
| 1 |   |   |   |   |   |   |   |   | 1 |
|   | a | b | c | d | e | f | g | h |   |

Stellung nach 48. … Sf4–h3